# WNBA 기량발전상
WNBA 기량발전상(영어: WNBA Most Valuable Player Award)은 WNBA가 주는 상으로, 전년도의 성적과 올해 성적을 비교하여 가장 성장한 선수에게 주어지는 상이다.

## 수상자 목록
| 시즌 | 수상자              | 소속 팀               |
| ---- | ------------------- | --------------------- |
| 2000 | 타리 필립스         | 뉴욕 리버티           |
| 2001 | 자넷 아르케인       | 휴스턴 코메츠         |
| 2002 | 코코 밀러           | 워싱턴 미스틱스       |
| 2003 | 미셀 스노우         | 휴스턴 코메츠         |
| 2004 | 켈리 밀러 웬디 파머 | 샬럿 스팅 코네티컷 선 |
| 2005 | 니콜 파월           | 새크라멘토 모나크스   |
| 2006 | 에린 뷔셰           | 새크라멘토 모나크스   |
| 2007 | 자넬 맥카빌         | 뉴욕 리버티           |
| 2008 | 에보니 호프만       | 인디애나 피버         |
| 2009 | 크리스탈 랭혼       | 워싱턴 미스틱스       |
| 2010 | / 레이라니 미첼     | 뉴욕 리버티           |
| 2011 | 키아 본             | 뉴욕 리버티           |
| 2012 | 크리스티 톨리버     | 로스앤젤레스 스파크스 |
| 2013 | 샤본테 젤로스       | 인디애나 피버         |
| 2014 | 스카일라 디긴스     | 털사 쇼크             |
| 2015 | 켈시 본             | 코네티컷 선           |
| 2016 | 엘리자베스 윌리엄스 | 애틀랜타 드림         |
| 2017 | 종쿠엘 존스         | 코네티컷 선           |
| 2018 | 나타샤 하워드       | 시애틀 스톰           |
| 2019 | 레이라니 미첼       | 피닉스 머큐리         |
| 2020 | 베트니자 라니       | 애틀랜타 드림         |
| 2021 | 브리오나 존스       | 코네티컷 선           |
| 2022 | 재키 영             | 라스베이거스 에이시즈 |
| 2023 | 사투 사발리         | 댈러스 윙스           |
| 2024 | 디조나이 캐링턴     | 코네티컷 선           |